# Rio Dosu
O Rio Dosu é um rio da Romênia, afluente do Muereasca, localizado no distrito de Vâlcea.